# ایمیدازوپیریدین

ایمیدازو[۲٬۱-a]پیریدین، نمونه ای از یک ایمیدازوپیریدین و سازنده ساختار هسته زولپیدم و برخی دیگر از ترکیبات در این گروه است.

ایمیدازوپیریدین (به انگلیسی: Imidazopyridine) نوعی ترکیب هتروسیکل نیتروژن‌دار است. ترکیبات این دسته داروهایی با خاصیت آگونیست گیرنده‌های GABAA محسوب می‌شوند، با این حال اخیراً داروهایی با خواص مهارکننده پمپ پروتون، مهارکننده آروماتاز و ضدالتهاب غیراستروئیدی نیز در این دسته ترکیبات شیمیایی تولید شده‌اند.